# Мао Цзэминь
Мао Цзэминь (кит. трад. 毛澤民, упр. 毛泽民, пиньинь Máo Zémín; 3 апреля 1896 — 27 сентября 1943) — брат Мао Цзэдуна, глава государственного банка Китайской Советской Республики в Жуйцзине. Во время Второй мировой войны он был отправлен в Синьцзян центральным комитетом партии в 1938 году. Вместе с Чэнь Таньцю были арестованы военачальником Шэн Шицаем. Был казнён 27 сентября 1943 года.

## Жизнь
Мао Цзэминь был младшим братом Мао Цзэдуна. Проучился в школе всего 4 года. Осенью 1921 года Мао Цзэминь учился в Хунаньском университете самообучения.
Он вступил в коммунистическую партию Китая в 1922 году. В 1931 году он был назначен министром экономического департамента в Фуцзяне, Гуандуне и Цзянси, позже был назначен управляющим национального банка. В ноябре 1922 года он организовал забастовку рабочих в Чанше. В конце 1922 года Мао Цзэминь поехал продвигать рабочее движение в Аньюань, занимал должность начальника экономического клуба рабочих. 
В октябре 1934 года Мао Цзэминь в качестве президента Национального банка принял участие в Великом походе с Красной Армией и служил политическим комиссаром 15-й Центральной бригады, помогал собирать продукты, средства и все снабжение армии во время похода. В ноябре 1935 года, когда участники Великого похода достигли северной части провинции Шэньси, он был назначен министром экономики местного коммунистического правительства. Помог Янь Сишаню прорвать военную блокаду Шаньси, транспортируя ткани и хлопок. В апреле 1937 года отправился в Шанхай для выполнения финансовых задач.
17 сентября 1942 года Мао Цзэминь вместе с другим коммунистом Чэнь Таньцю были арестованы военачальником Шэн Шицаем, который раньше тесно сотрудничал с Советским Союзом. В тюрьме Шэн Шицай применил пытки, чтобы заставить Цзэминя признаться в заговоре коммунистической партии Китая против правительства и заставить его выйти из коммунистической партии. Он отказался уступить и был казнён.
Его сын, Мао Юаньсинь в последние месяцы жизни своего дяди выступал в качестве его представителя в Политбюро ЦК КПК.